# Vilma Nováčková
Vilma Nováčková (25. října 1922 Brno – 8. září 2006) byla česká divadelní herečka.
Divadlu se věnovala již od dětství. Roku 1938 byla přijata ke studiu na brněnské konzervatoři. Po absolutoriu nastoupila do Horáckého divadla. Po druhé světové válce se stala členkou Svobodného divadla, později Divadla bratří Mrštíků (dnes Městské divadlo Brno), kde působila deset sezón. Zde hrála zejména dívčí role, později role charakterního oboru. Vytvořila zde více než padesát rolí, např. Portie v Shakespearově Kupci benátském, Adéla de Michelles v méně známém dramatu Viktora Dyka Figaro, Anna v Poslu téhož autora, jako znamenitá Drahomíra ve stejnojmenném dramatu J. K. Tyla, Kostelnička v Její pastorkyni G. Preissové, Emily Brentová v detektivní hře A. Christie Deset.